# Spanische Volleyballnationalmannschaft der Frauen

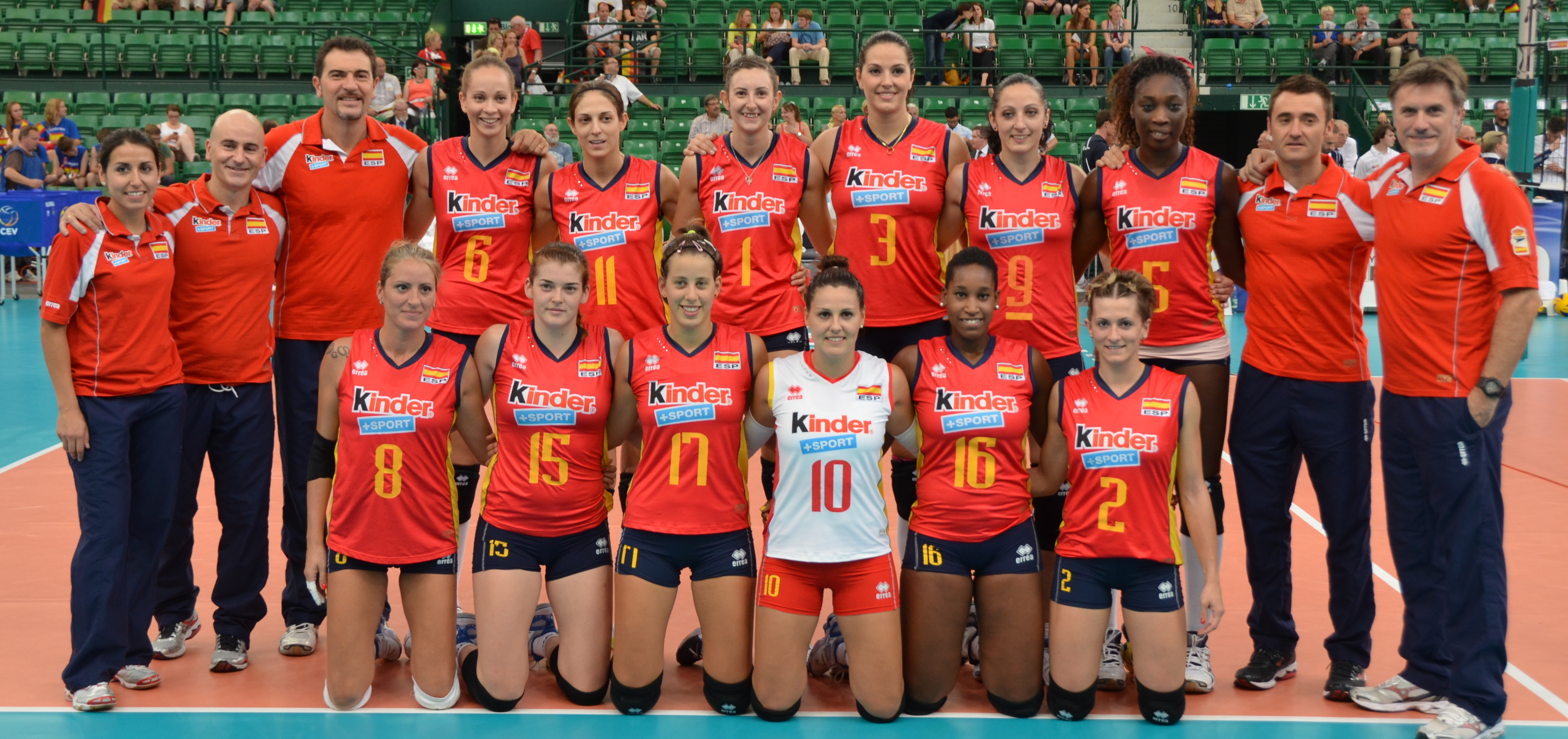
Die Spanische Nationalmannschaft bei der Europameisterschaft 2013

Die spanische Volleyballnationalmannschaft der Frauen ist eine Auswahl der besten spanischen Spielerinnen, die die Real Federación Española de Voleibol bei internationalen Turnieren und Länderspielen repräsentiert.

## Geschichte

### Weltmeisterschaften
Bei ihrer bislang einzigen Teilnahme an einer Volleyball-Weltmeisterschaft kamen die Spanierinnen 1982 nicht über den 20. Platz hinaus.

### Olympische Spiele
1992 in Barcelona waren die spanischen Frauen bis jetzt das einzige Mal beim olympischen Turnier dabei und belegten als Gastgeber den achten und letzten Rang.

### Europameisterschaften
Spanien war bei der Europameisterschaft 2005 zum ersten Mal dabei und erreichte den zwölften Rang. Bei der EM 2007 belegten sie den vorletzten von 16 Plätzen. Zwei Jahre später, 2009 erreichten sie mit Platz neun ihr bestes Ergebnis bei einer EM. 2011 folgte Platz elf und 2013 erreichte man den letzten, 16. Platz. Bei der EM 2019 wurde man Fünfzehnter. 2021 erreichte man den 21. Platz.

### World Cup
Die Spanierinnen wurden beim World Cup 1991 Elfter.

### World Grand Prix
Spanien hat noch nie am World Grand Prix teilgenommen.